# Royal Rumble (2024)
Royal Rumble (2024) foi o 37º evento anual de luta livre profissional Royal Rumble, pay-per-view e transmissão ao vivo, produzido pela WWE. Foi realizado para lutadores das divisões das marcas Raw e SmackDown da promoção. O evento aconteceu no sábado, 27 de janeiro de 2024, no Tropicana Field em São Petersburgo, Flórida. Foi o segundo Royal Rumble a ser realizado no estádio após o evento de 2021, embora o primeiro com a presença de fãs ao vivo devido à pandemia de COVID-19 naquele ano. Posteriormente, este foi o primeiro Royal Rumble realizado na área de Tampa Bay a ter fãs ao vivo presentes desde o evento de 1995.
O evento é baseado na luta Royal Rumble, e o vencedor tradicionalmente recebe uma luta pelo campeonato mundial na WrestleMania daquele ano. Para o evento de 2024, os vencedores das lutas masculina e feminina podem escolher qual campeonato disputar na WrestleMania XL. Os homens podem escolher desafiar o Campeonato Mundial de Pesos Pesados do Raw ou o Campeonato Indiscutível Universal da WWE do SmackDown, enquanto as mulheres podem escolher entre o Campeonato Mundial Feminino do Raw e o Campeonato Feminino da WWE do SmackDown. O Rumble feminino, que abriu o show, foi vencido por Bayley do SmackDown, que também quebrou o recorde de maior tempo gasto na luta feminina, com duração de 1:03:03. O Rumble masculino, que foi a luta principal do card, foi vencido por Cody Rhodes do Raw pelo segundo ano consecutivo. Isso fez de Rhodes o primeiro lutador desde "Stone Cold" Steve Austin (1997 e 1998) a vencer Royal Rumble consecutivos Lutas de Rumble, e quarto no geral, depois de Austin, Shawn Michaels (1995 e 1996) e Hulk Hogan (1990 e 1991), e posteriormente o 10º lutador a vencer vários Rumbles.
Além das duas lutas do Royal Rumble, outras duas lutas foram disputadas no card, que eram pelos campeonatos do SmackDown. No primeiro, Roman Reigns manteve o Campeonato Indiscutível Universal da WWE em uma luta fatal four-way contra Randy Orton, LA Knight e AJ Styles, enquanto Logan Paul derrotou Kevin Owens por desqualificação para reter o Campeonato dos Estados Unidos da WWE.
A luta Royal Rumble feminina marcou notavelmente a estreia no ringue da WWE de Jade Cargill, que assinou com a empresa em setembro de 2023. TNA Knockouts World Championship detentora Jordynne Grace do Total Nonstop Action Wrestling (TNA) também fez uma aparição surpresa no Rumble feminino. O evento também contou com o retorno de Naomi, Liv Morgan, Andrade e Omos nas lutas Rumble masculinas e femininas, enquanto a luta masculina também foi notável pela primeira luta televisionada de CM Punk na WWE desde o 2014 Royal Rumble.

## Produção

### Introdução
O Royal Rumble é um evento anual de luta profissional produzido todo mês de janeiro pela WWE desde 1988. É um dos cinco maiores eventos do ano da promoção, junto com WrestleMania, SummerSlam, Survivor Series e Money in the Bank, conhecido como "Cinco Grandes". O conceito do evento é baseado na luta Royal Rumble, uma batalha real modificada na qual os participantes entram em intervalos cronometrados, em vez de todos começarem no ringue ao mesmo tempo.

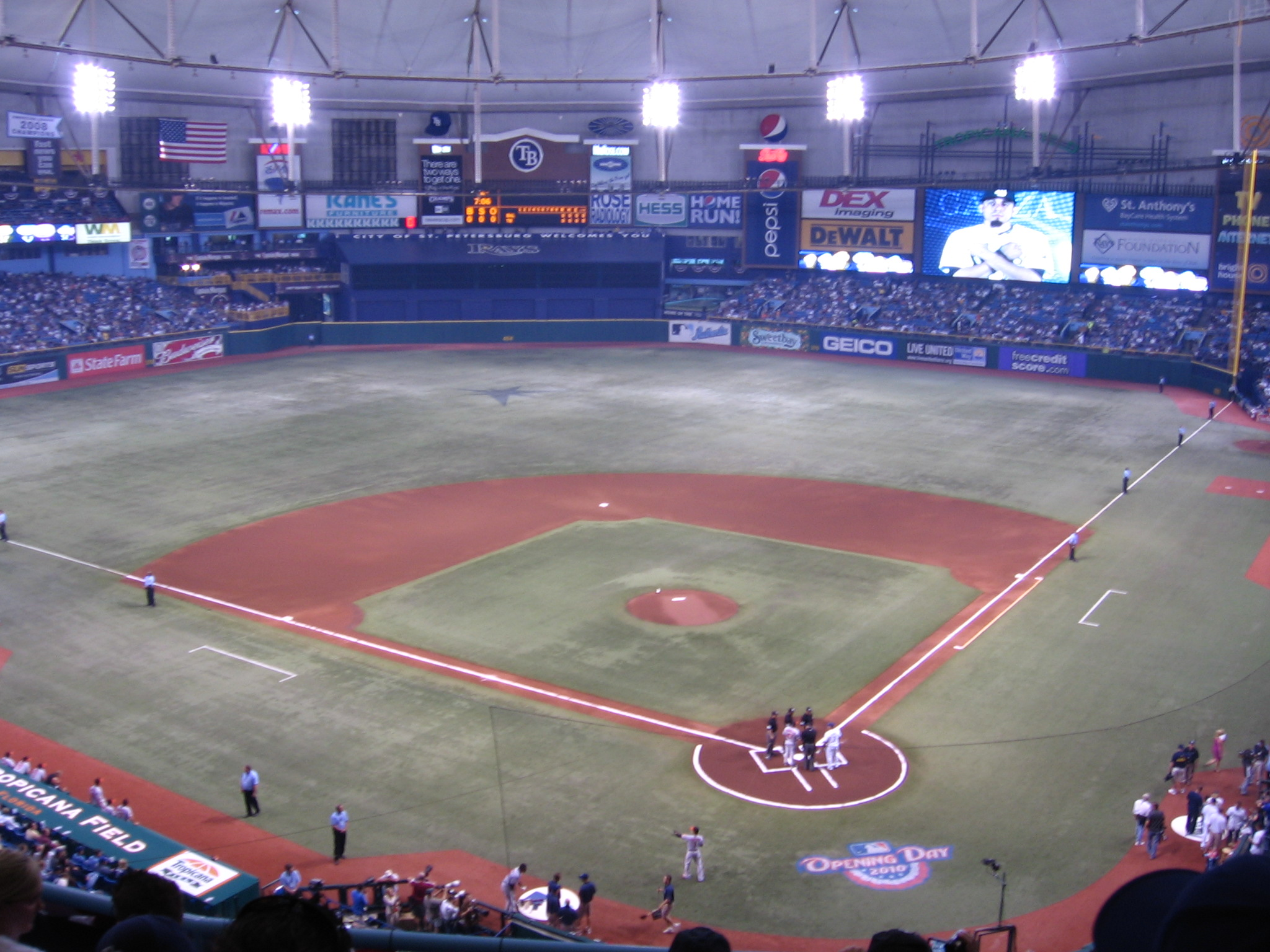
O evento foi realizado no Tropicana Field em São Petersburgo, Flórida.

Anunciado em 13 de setembro de 2023, o 37º Royal Rumble foi programado para ser realizado no sábado, 27 de janeiro de 2024, no Tropicana Field em São Petersburgo, Flórida, e contou com lutadores das marcas Raw e SmackDown. Este foi o segundo Royal Rumble a ser realizado no Tropicana Field, após o evento de 2021, mas o primeiro com fãs ao vivo presentes, já que o evento de 2021 foi produzido sem fãs através do WWE ThunderDome devido à pandemia de COVID-19 daquele ano. Este, por sua vez, marcou o primeiro Royal Rumble a ser realizado na área de Tampa Bay com a presença de fãs desde o evento de 1995. Além de ser transmitido em pay-per-view em todo o mundo, esteve disponível para transmissão ao vivo no Peacock nos Estados Unidos e na WWE Network na maioria dos mercados internacionais. Os ingressos foram colocados à venda em 20 de outubro de 2023, com pacotes de hospitalidade premium também disponíveis.
A luta Royal Rumble geralmente apresenta 30 lutadores e o vencedor tradicionalmente ganha uma luta pelo campeonato mundial na WrestleMania daquele ano. Para 2024, os homens e as mulheres poderiam escolher qual campeonato mundial disputar na WrestleMania XL; os homens poderiam escolher lutar pelo Campeonato Mundial de Pesos Pesados do Raw ou pelo Campeonato Indiscutível Universal da WWE do SmackDown, enquanto as mulheres poderiam escolher entre o Campeonato Mundial Feminino do Raw e o Campeonato Feminino da WWE do SmackDown.

### Rivalidades
O evento incluiu lutas resultantes de histórias roteirizadas. Os resultados foram predeterminados pelos escritores da WWE nas marcas Raw e SmackDown, enquanto as histórias foram produzidas nos programas de televisão semanais da WWE, Monday Night Raw e Friday Night SmackDown.

## Evento
| Função                  | Nome:             |
| ----------------------- | ----------------- |
| Comentaristas ingleses  | Michael Cole      |
| Comentaristas ingleses  | Corey Graves      |
| Comentaristas ingleses  | Pat McAfee        |
| Comentaristas espanhóis | Marcelo Rodriguez |
| Comentaristas espanhóis | Jerry Soto        |
| Locutor de ringue       | Samantha Irvin    |
| Árbitros                | Danilo Anfibio    |
| Árbitros                | Shawn Bennett     |
| Árbitros                | Jessika Carr      |
| Árbitros                | Dan Engler        |
| Árbitros                | Daphne Lashaunn   |
| Árbitros                | Eddie Orengo      |
| Árbitros                | Ryan Tran         |
| Árbitros                | Rod Zapata        |
| Entrevistadora          | Kayla Braxton     |
| Painel pré-show         | Jackie Redmond    |
| Painel pré-show         | Peter Rosenberg   |
| Painel pré-show         | Booker T          |
| Painel pré-show         | Wade Barrett      |

### Lutas preliminares

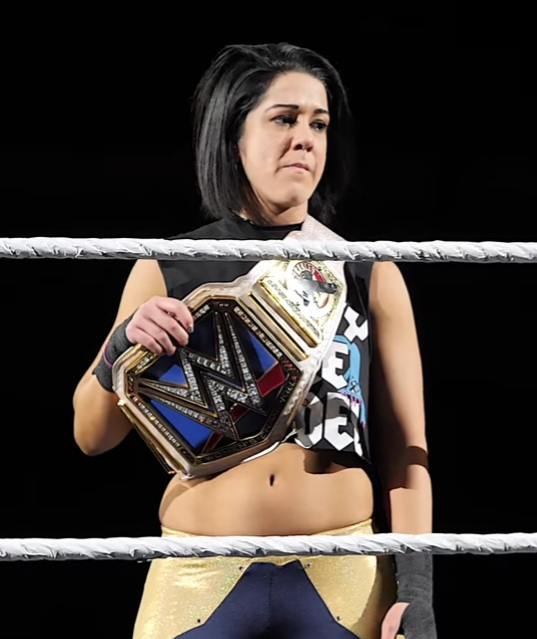
Bayley, a vencedora do Royal Rumble match feminino de 2024

O show começou com a luta Royal Rumble feminina. As duas primeiras participantes foram Natalya do Raw, que continuou sua sequência de presença em todas as lutas Royal Rumble femininas, e Naomi, que retornou à WWE após sair da empresa em Maio de 2022 e depois de se apresentar na Total Nonstop Action Wrestling (TNA) nos meses anteriores. Ela foi seguida por Bayley do SmackDown em terceiro lugar. TNA Knockouts World Champion Jordynne Grace entrou em quinto lugar como uma participante surpresa, e reacendeu brevemente sua rivalidade com Naomi, que ela derrotou na última luta de Naomi pela TNA pelo título. As ex-vencedoras do Royal Rumble feminino Asuka (2018) e Bianca Belair (2021), ambas do SmackDown, posteriormente inscritas nos números sete e 10, respectivamente. À medida que o ringue se enchia, Nia Jax do Raw entrou no número 19 e iniciou uma série de eliminações. A vencedora de 2019 Becky Lynch do Raw entrou no número 21. Enquanto Valhalla do Raw estava fazendo sua entrada como a 24ª participante, R-Truth (que foi designada como a 24ª participante do a partida masculina) também tentou entrar na partida, sem perceber que se tratava do Royal Rumble feminino. Jade Cargill foi outra participante surpresa no número 28, fazendo sua estreia no ringue da WWE, e eliminou Jax e Naomi (que durou mais de uma hora). Liv Morgan do Raw foi a participante final, retornando após mais de seis meses devido a uma lesão, e também continuando sua sequência de presença em todos as lutas Royal Rumble femininas. Bayley, Cargill e Morgan foram os três finalistas, e depois que Morgan eliminou Cargill, Bayley eliminou Morgan para vencer a Rumble e, no processo, estabeleceu o novo recorde de longevidade da Royal Rumble feminina em 1:03:03. Ela também foi a segunda mulher a vencer a luta na 3ª posição, depois de Belair em 2021 e na terceira pessoa no geral.
Depois disso, Roman Reigns defendeu o Undisputed WWE Universal Championship contra Randy Orton, AJ Styles e LA Knight em uma luta fatal four-way. Knight recebeu uma entrada especializada para o patrocinador do evento Slim Jim. Todos os três desafiantes começaram a luta com Reigns em equipe tripla e, eventualmente, formaram pares em suas próprias batalhas. Orton acertou seu movimento final RKO em todos os outros participantes e tentou imobilizar Reigns, antes de Solo Sikoa atacar Orton em nome de Reigns. Reigns finalmente acertou Styles para marcar o pinfall, vencendo a partida e mantendo seu título.
A penúltima luta viu Logan Paul defender o Campeonato dos Estados Unidos contra Kevin Owens. Paul passou grande parte da partida atacando a mão direita machucada de Owens. Um dos amigos de Paul tentou dar a Paul um par de Soco-inglês, mas ele foi expulso pelo árbitro. Austin Theory e Grayson Waller – que estavam brigando com Owens e também formando uma aliança com Paul – então saíram durante esse momento com Theory, em vez de dar a soco inglês a Paul. Owens, porém, agarrou-os e nocauteou Paul, mas durante a imobilização, o árbitro viu os nós dos dedos na mão de Owens, resultando na desclassificação de Owens e dando a Paul a vitória para reter. Após a luta, Owens deu um powerbomb em Paul através da mesa dos locutores.

### Evento principal

Pelo segundo ano consecutivo, Cody Rhodes venceu o Royal Rumble match masculino, tornando-se apenas a quarta pessoa a vencer Rumbles consecutivos, depois de "Stone Cold" Steve Austin (1997 e 1998), Shawn Michaels (1995 e 1996) e Hulk Hogan (1990 e 1991), e 10º lutador geral a vencer vários Rumbles

O evento principal foi a Royal Rumble masculina. Tudo começou com Jey Uso do Raw em primeiro lugar e seu irmão Jimmy do SmackDown em segundo lugar. Andrade, que retornou à WWE após deixar a empresa em março de 2021 e depois trabalhou para a All Elite Wrestling, entrou como participante surpresa no quarto lugar, assim como Carmelo Hayes do NXT, que fez sua estreia no Rumble no quinto lugar, seguido pelo vencedor do Rumble de 2018 Shinsuke Nakamura do Raw no sexto lugar. Bobby Lashley (# 11) do SmackDown eliminou o sétimo participante Karrion Kross também do SmackDown, mas os companheiros de grupo do Final Testament de Kross Authors of Pain (Akam e Rezar) invadiu o ringue, fazendo com que Kross voltasse para eliminar Lashley, resultando em uma briga no ringue entre o Final Testament, Lashley e seus associados The Street Profits (Angelo Dawkins e Montez Ford). À medida que o ringue se enchia, o vencedor do Rumble de 2023 Cody Rhodes do Raw entrou no número 15. Bron Breakker do NXT fez sua estreia no Rumble no número 20 e fez várias eliminações rápidas. Omos foi o próximo no número 21, seguido pelo participante surpresa Pat McAfee (#22), que já havia feito um retorno surpresa como comentarista do evento. Depois de ficar cara a cara com Omos, com mais de dois metros de altura, McAfee recuou e eliminou-se subindo na corda superior e voltou a comentar. CM Punk do Raw, que retornou à WWE no Survivor Series: WarGames em novembro de 2023, entrou no número 27, marcando sua primeira partida televisionada da WWE desde a luta Royal Rumble de 2014. O vencedor do Rumble de 2020 Drew McIntyre entrou no número 29, seguido por Sami Zayn como o número 30 e participante final, ambos do Raw.
Jey foi eliminado após um período de 50 minutos e 50 segundos. Os quatro finalistas foram Rhodes, Gunther do Raw (#18), Punk e McIntyre. Depois que Punk e Rhodes eliminaram McIntyre e Gunther, respectivamente, Punk e Rhodes se envolveram em uma longa troca de tentativas de eliminação, antes que Rhodes finalmente o jogasse por cima da corda para vencer a luta pelo segundo ano consecutivo. Como resultado, Rhodes se tornou o primeiro lutador desde "Stone Cold" Steve Austin (1997 e 1998) a vencer dois Royal Rumbles seguidos, e quarto no geral depois de Austin, Shawn Michaels (1995 e 1996) e Hulk Hogan (1990 e 1991), e posteriormente o 10º lutador a vencer mais de um Royal Rumble.

## Após o evento

### Raw
Durante a conferência de imprensa pós-evento do Royal Rumble, Cody Rhodes, que venceu o Royal Rumble masculino como lutador do Raw, aparentemente tomou a decisão de qual campeonato mundial ele disputaria na WrestleMania XL. Ele afirmou que embora respeitasse Seth "Freakin" Rollins e sua corrida pelo Campeonato Mundial de Pesos Pesados no Raw, Rhodes disse que precisava terminar sua história e derrotar Roman Reigns pelo Undisputed WWE Universal Championship, já que ele falhou em faça isso na WrestleMania 39 do ano anterior. No entanto, no episódio seguinte do Raw, Rollins explicou por que Rhodes deveria desafiá-lo na WrestleMania, afirmando que o título que Reigns detinha perdeu seu brilho devido a Reigns defendê-lo com tanta frequência e às reputações duvidosas de outros campeões anteriores, enquanto Rollins fez seu título representativo do colarinho azul, estilo burro de carga que o pai de Cody Dusty Rhodes personificava. Um Rhodes em conflito disse que iria pensar sobre isso. Rhodes então apareceu no SmackDown e confrontou Reigns e disse que eventualmente ganharia o título de Reigns, mas colocaria esse objetivo em espera e, em vez disso, desafiaria Rollins pelo Campeonato Mundial de Pesos Pesados na WrestleMania.
Dois dias após o evento, surgiram relatos de que CM Punk havia se machucado durante a luta masculina Royal Rumble. Punk, com o braço na tipóia, abriu o episódio daquela noite do Raw e confirmou que rompeu o tríceps direito e teria que perder a WrestleMania XL. Ele foi interrompido por Drew McIntyre, que Punk havia eliminado na partida. McIntyre disse que esperava que Punk se machucasse para que pudesse ir para a WrestleMania e lutar por um campeonato mundial. Punk então disse que sempre que voltasse, McIntyre seria seu primeiro alvo.
No mesmo episódio do Raw, foi anunciado que Pat McAfee havia retornado à WWE em tempo integral para ser comentarista ao lado de Michael Cole para a marca, e na esteira de Após seu retorno no Royal Rumble, Andrade tornou-se membro do elenco do Raw.

### SmackDown
No WWE The Bump, um dia após o Royal Rumble, Bayley, que venceu o Royal Rumble feminino como lutadora do SmackDown, aparentemente confirmou que desafiaria Rhea Ripley pelo Campeonato Mundial Feminino do Raw na WrestleMania XL devido a sua companheira de estábulo Damage CTRL Iyo Sky detém o Campeonato Feminino da WWE. Bayley posteriormente apareceu no episódio seguinte do Raw para anunciar oficialmente sua decisão, mas depois de ser interrompida por Ripley e então Ripley sendo atacada por Nia Jax, que avisou Bayley que Ripley não iria para a WrestleMania, Bayley disse que iria fazer seu anúncio no SmackDown. Nesse episódio, Bayley ouviu Sky e The Kabuki Warriors (Asuka e Kairi Sane) dizerem algo em japonês com Sky dizendo que eles acabariam com Bayley naquela noite. Mais tarde no ringue, Bayley confrontou Sky, Asuka e Sane, revelando que entendia o que eles estavam dizendo e se perguntava por que zombavam dela. Os três então atacaram Bayley, que posteriormente decidiu que desafiaria Sky pelo WWE Women's Championship na WrestleMania.
No mesmo episódio do SmackDown, Naomi e Tiffany Stratton - ambas participantes surpresa na Royal Rumble feminina - anunciaram que haviam assinado com o SmackDown em tempo integral (Naomi entrando como agente livre e Stratton do NXT).

## Resultados
| Nº                                          | Resultados                                                                     | Estipulações                                                                             | Tempo   |
| ------------------------------------------- | ------------------------------------------------------------------------------ | ---------------------------------------------------------------------------------------- | ------- |
| 1                                           | Bayley venceu eliminando por último Liv Morgan                                 | Luta Royal Rumble de 30 lutadoras por uma luta por um título feminino na WrestleMania XL | 1:05:00 |
| 2                                           | Roman Reigns (c) (com Paul Heyman) derrotou AJ Styles, La Knight e Randy Orton | Luta Fatal-Four-Way pelo Campeonato Indiscutível Universal da WWE                        | 19:30   |
| 3                                           | Logan Paul (c) derrotou Kevin Owens                                            | Luta individual pelo Campeonato dos Estados Unidos                                       | 14:00   |
| 4                                           | Cody Rhodes venceu eliminando por último CM Punk                               | Luta Royal Rumble de 30 lutadores por uma luta por um título mundial na WrestleMania XL  | 1:08:00 |
| (c) – Refere-se aos campeões antes da luta. |                                                                                |                                                                                          |         |

### Entradas e eliminações da luta Royal Rumble

#### Luta Royal Rumble feminina
– Raw
     – SmackDown
     – NXT
     – TNA
     – Agente Livre
     – Vencedora
| Numero | Entrante         | Marca/Status | Colocação | Eliminado por                 | Tempo   | Eliminações(s) |
| ------ | ---------------- | ------------ | --------- | ----------------------------- | ------- | -------------- |
| 1      | Natalya          | Raw          | 3         | Tegan Nox                     | 20:57   | 0              |
| 2      | Naomi            | Agente livre | 25        | Jade Cargill                  | 1:02:18 | 2              |
| 3      | Bayley           | SmackDown    | —         | Vencedor                      | 1:03:03 | 7              |
| 4      | Candice LeRae    | Raw          | 2         | Bayley, Asuka e Kairi Sane    | 15:23   | 0              |
| 5      | Jordynne Grace   | TNA          | 7         | Bianca Belair                 | 19:10   | 0              |
| 6      | Indi Hartwell    | Raw          | 1         | Bayley                        | 03:23   | 0              |
| 7      | Asuka            | SmackDown    | 6         | Katana Chance e Kayden Carter | 12:59   | 1              |
| 8      | Ivy Nile         | Raw          | 10        | Nia Jax                       | 23:27   | 0              |
| 9      | Katana Chance    | Raw          | 13        | Nia Jax                       | 25:48   | 1              |
| 10     | Bianca Belair    | SmackDown    | 26        | Bayley                        | 47:46   | 1              |
| 11     | Kairi Sane       | SmackDown    | 5         | Kayden Carter                 | 05:00   | 1              |
| 12     | Tegan Nox        | Raw          | 4         | Bayley                        | 01:22   | 1              |
| 13     | Kayden Carter    | Raw          | 8         | Piper Niven                   | 11:48   | 2              |
| 14     | Chelsea Green    | Raw          | 14        | Becky Lynch                   | 17:32   | 0              |
| 15     | Piper Niven      | Raw          | 12        | Nia Jax                       | 12:39   | 1              |
| 16     | Xia Li           | Raw          | 9         | Nia Jax                       | 06:46   | 0              |
| 17     | Zelina Vega      | SmackDown    | 17        | Shayna Baszler e Zoey Stark   | 20:00   | 0              |
| 18     | Maxxine Dupri    | Raw          | 11        | Bayley                        | 06:39   | 0              |
| 19     | Nia Jax          | Raw          | 21        | Jade Cargill                  | 20:15   | 8              |
| 20     | Shotzi           | SmackDown    | 20        | Nia Jax                       | 15:14   | 0              |
| 21     | Becky Lynch      | Raw          | 24        | Naomi e Jade Cargill          | 22:29   | 1              |
| 22     | Alba Fyre        | SmackDown    | 16        | Naomi                         | 06:21   | 0              |
| 23     | Shayna Baszler   | Raw          | 18        | Nia Jax                       | 08:27   | 1              |
| 24     | Valhalla         | Raw          | 15        | Nia Jax                       | 00:05   | 0              |
| 25     | Michin           | SmackDown    | 19        | Nia Jax                       | 05:02   | 0              |
| 26     | Zoey Stark       | Raw          | 22        | Liv Morgan                    | 09:58   | 1              |
| 27     | Roxanne Perez    | NXT          | 23        | Tiffany Stratton              | 08:29   | 0              |
| 28     | Jade Cargill     | Agente livre | 28        | Liv Morgan                    | 11:03   | 3              |
| 29     | Tiffany Stratton | NXT          | 27        | Bayley                        | 06:52   | 1              |
| 30     | Liv Morgan       | Raw          | 29        | Bayley                        | 06:26   | 2              |

#### Luta Royal Rumble masculina
– Raw
     – SmackDown
     – NXT
     – Agente Livre
     – Vencedor
| Numero | Entrante                 | Marca/Status | Colocação | Eliminado por            | Tempo | Eliminações(s) |
| ------ | ------------------------ | ------------ | --------- | ------------------------ | ----- | -------------- |
| 1      | Jey Uso                  | Raw          | 23        | Gunther                  | 50:55 | 1              |
| 2      | Jimmy Uso                | SmackDown    | 12        | Bron Breakker            | 34:09 | 0              |
| 3      | Grayson Waller           | SmackDown    | 1         | Carmelo Hayes            | 04:05 | 0              |
| 4      | Andrade                  | Agente livre | 8         | Bronson Reed             | 22:59 | 0              |
| 5      | Carmelo Hayes            | NXT          | 6         | Finn Bálor               | 17:06 | 1              |
| 6      | Shinsuke Nakamura        | Raw          | 9         | Cody Rhodes              | 20:51 | 0              |
| 7      | Santos Escobar           | SmackDown    | 2         | Carlito                  | 06:37 | 0              |
| 8      | Karrion Kross            | SmackDown    | 4         | Bobby Lashley            | 06:20 | 1              |
| 9      | "Dirty" Dominik Mysterio | Raw          | 21        | CM Punk                  | 33:19 | 1              |
| 10     | Carlito                  | SmackDown    | 3         | Bobby Lashley            | 02:23 | 1              |
| 11     | Bobby Lashley            | SmackDown    | 5         | Karrion Kross            | 01:34 | 2              |
| 12     | Ludwig Kaiser            | Raw          | 10        | Kofi Kingston            | 09:29 | 0              |
| 13     | Austin Theory            | SmackDown    | 7         | Cody Rhodes              | 03:58 | 0              |
| 14     | Finn Bálor               | Raw          | 13        | Bron Breakker            | 11:21 | 1              |
| 15     | Cody Rhodes              | Raw          | —         | Vencedor                 | 43:21 | 4              |
| 16     | Bronson Reed             | Raw          | 14        | Omos                     | 10:39 | 1              |
| 17     | Kofi Kingston            | Raw          | 11        | Gunther                  | 03:34 | 1              |
| 18     | Gunther                  | Raw          | 28        | Cody Rhodes              | 30:10 | 3              |
| 19     | Ivar                     | Raw          | 15        | Bron Breakker            | 04:57 | 0              |
| 20     | Bron Breakker            | NXT          | 18        | "Dirty" Dominik Mysterio | 05:19 | 4              |
| 21     | Omos                     | Agente livre | 17        | Bron Breakker            | 02:43 | 1              |
| 22     | Pat McAfee               | Agente livre | 16        | Ele mesmo                | 00:38 | 1              |
| 23     | JD McDonagh              | Raw          | 19        | Jey Uso                  | 00:03 | 0              |
| 24     | R-Truth                  | Raw          | 20        | Damian Priest            | 02:56 | 0              |
| 25     | The Miz                  | Raw          | 22        | Gunther                  | 06:06 | 0              |
| 26     | Damian Priest            | Raw          | 25        | Sami Zayn                | 10:24 | 1              |
| 27     | CM Punk                  | Raw          | 29        | Cody Rhodes              | 21:45 | 2              |
| 28     | Ricochet                 | Raw          | 24        | Drew McIntyre            | 05:10 | 0              |
| 29     | Drew McIntyre            | Raw          | 27        | CM Punk                  | 09:52 | 2              |
| 30     | Sami Zayn                | Raw          | 26        | Drew McIntyre            | 03:19 | 1              |

### Torneio para determinar o desafiante Nº 1 pelo Campeonato dos Estados Unidos da WWE
|  | Quartas de final SmackDown 8 a 15 de dezembro de 2023 | Quartas de final SmackDown 8 a 15 de dezembro de 2023 |                |       | Semifinais SmackDown 15 de dezembro de 2023 (exibido em 22 de dezembro) | Semifinais SmackDown 15 de dezembro de 2023 (exibido em 22 de dezembro) |  |  | Final SmackDown New Year's Revolution 5 de janeiro de 2024 | Final SmackDown New Year's Revolution 5 de janeiro de 2024 |
|  |                                                       |                                                       |                |       |                                                                         |                                                                         |  |  |                                                            |                                                            |
|  |                                                       |                                                       |                |       |                                                                         |                                                                         |  |  |                                                            |                                                            |
|  |                                                       |                                                       |                |       |                                                                         |                                                                         |  |  |                                                            |                                                            |
|  | Dragon Lee                                            | 9:09                                                  |                |       |                                                                         |                                                                         |  |  |                                                            |                                                            |
|  | Dragon Lee                                            | 9:09                                                  |                |       |                                                                         |                                                                         |  |  |                                                            |                                                            |
|  | Santos Escobar                                        | Pin                                                   |                |       |                                                                         |                                                                         |  |  |                                                            |                                                            |
|  | Santos Escobar                                        | Pin                                                   | Santos Escobar | Pin   |                                                                         |                                                                         |  |  |                                                            |                                                            |
|  |                                                       |                                                       | Santos Escobar | Pin   |                                                                         |                                                                         |  |  |                                                            |                                                            |
|  |                                                       | Bobby Lashley                                         | 8:44           |       |                                                                         |                                                                         |  |  |                                                            |                                                            |
|  | Bobby Lashley                                         | Bobby Lashley                                         | 8:44           | Pin   |                                                                         |                                                                         |  |  |                                                            |                                                            |
|  | Bobby Lashley                                         |                                                       |                | Pin   |                                                                         |                                                                         |  |  |                                                            |                                                            |
|  | Karrion Kross                                         | 9:46                                                  |                |       |                                                                         |                                                                         |  |  |                                                            |                                                            |
|  | Karrion Kross                                         | 9:46                                                  | Santos Escobar | 16:35 |                                                                         |                                                                         |  |  |                                                            |                                                            |
|  |                                                       |                                                       | Santos Escobar | 16:35 |                                                                         |                                                                         |  |  |                                                            |                                                            |
|  |                                                       | Kevin Owens                                           | Pin            |       |                                                                         |                                                                         |  |  |                                                            |                                                            |
|  | Carmelo Hayes                                         | Kevin Owens                                           | Pin            | Pin   |                                                                         |                                                                         |  |  |                                                            |                                                            |
|  | Carmelo Hayes                                         |                                                       |                | Pin   |                                                                         |                                                                         |  |  |                                                            |                                                            |
|  | Grayson Waller                                        | 10:23                                                 |                |       |                                                                         |                                                                         |  |  |                                                            |                                                            |
|  | Grayson Waller                                        | 10:23                                                 | Carmelo Hayes  | 10:04 |                                                                         |                                                                         |  |  |                                                            |                                                            |
|  |                                                       |                                                       | Carmelo Hayes  | 10:04 |                                                                         |                                                                         |  |  |                                                            |                                                            |
|  |                                                       | Kevin Owens                                           | Pin            |       |                                                                         |                                                                         |  |  |                                                            |                                                            |
|  | Austin Theory                                         | Kevin Owens                                           | Pin            | 13:32 |                                                                         |                                                                         |  |  |                                                            |                                                            |
|  | Austin Theory                                         |                                                       |                | 13:32 |                                                                         |                                                                         |  |  |                                                            |                                                            |
|  | Kevin Owens                                           | Pin                                                   |                |       |                                                                         |                                                                         |  |  |                                                            |                                                            |
|  | Kevin Owens                                           | Pin                                                   |                |       |                                                                         |                                                                         |  |  |                                                            |                                                            |